# 直葛
直葛，又音译特加尔是印度尼西亞的城市，由中爪哇省負責管轄，位於該國東南部爪哇島中部，距離三寶瓏175公里，面積39.68平方公里，每年平均降雨量1,810毫米，2007年人口247,076，人口密度為每平方公里6,193人。

## 外部連結
- （印尼文） Military History Centre/Three regions affair
- （印尼文） Military History Centre/Battle on December 21, 1945

6°52′S 109°8′E / 6.867°S 109.133°E